# 王少玄 (唐朝)
王少玄（?—?），唐朝博州聊城（今山东省聊城市）人。
王少玄的父亲在隋朝末年于郡西为乱兵所杀害。王少玄是遗腹子，长到十余岁，问父亲在哪里。其母告知他，他知道后哀痛哭泣，想要求尸安葬。当时白骨盈野，无从可辨。有人说：“用儿子的血霑父骨，就能渗入。”王少玄于是刺出血来一个个以试。经过十几日，最终找到父亲的遗骸安葬。身上的疮伤，过了一年才好。贞观年间，本州推荐，拜为徐王（李元礼）府参军。